# Académie du film du Bade-Wurtemberg
L’Académie du film du Bade-Wurtemberg (allemand: Filmakademie Baden-Württemberg) fondée en 1991 à Louisbourg, est une école de cinéma allemande de renom. Elle propose des spécialisations variées allant de la musique de film à la production. Cette école a créé son propre institut d’animation, effets spéciaux et postproduction numérique, un institut qui se spécialise en création de courts d’animation, de design d’effets visuels et d’animation temps réel. Vous découvrirez ici les travaux d’étudiants de ce département d’animation.

## L'Atelier/Masterclass
Ce programme d'un an est destiné aux jeunes producteurs et distributeurs, titulaires d'un bac+3 au minimum, issus de l'Union européenne élargie. Les participants suivent 4 séminaires répartis entre l'Académie du film du Bade-Wurtemberg, Louisbourg, et La Fémis, Paris. Cette formation inclut également des sessions de travail aux festivals Premiers Plans d’Angers, Cannes, Londres et Berlin. À la fin de l’Atelier/Masterclass les participants produisent en collaboration avec Arte, l'académie du film du Bade-Wurtemberg et La Fémis des courts-métrages. Ces films projetés dans des festivals et diffusés sur Arte. 

## Anciens élèves
- Jörg Lühdorff
- Andreas Stenschke